# Holden Brougham
Holden Brougham – luksusowy samochód osobowy produkowany przez australijską firmę Holden od lipca 1968 do 1971 roku.
Samochód pod względem konstrukcyjnym opierał się na Holdenie Premier z tych samych lat, wydłużona o 200 mm została część bagażowa Z Premiera przejęto atrapę chłodnicy z czterema okrągłymi reflektorami. Brougham był odpowiedzią Holdena na odnoszącego sukcesy Forda Fairlane'a.
Brougham serii HK został wprowadzony do produkcji w lipcu 1968 roku, zbiegało się to w czasie z prezentacją nowego Monaro coupé. W późniejszym czasie wprowadzono kolejne dwie generacje Broughama, HT w lipcu 1969 oraz HG w sierpniu 1970.
Brougham dostępny był wyłącznie z automatycznymi skrzyniami biegów, początkowo była to przekładnia 2-biegowa, od serii HG montowano skrzynie 3-stopniowe. Seria HK dostępna była z silnikiem V8 Small Block Chevroleta o pojemności 5,0 l. Broughamy HT i HG mogły zostać wyposażone w nowe silniki V8 5.0 Holdena.
Następcą Broughama została w 1971 nowa marka luksusowych pojazdów Statesman. Opierała się ona na przeprojektowanej platformie HQ

## RPA – Chevrolet Constantia
W latach 1969–1971 Brougham oferowany był na terenie RPA jako Chevrolet Constantia. Constantia wyróżniała się inną atrapą chłodnicy oraz kierunkowskazami. Jako źródło napędu wykorzystywano silnik R6 Chevroleta o pojemności 4,1 l.

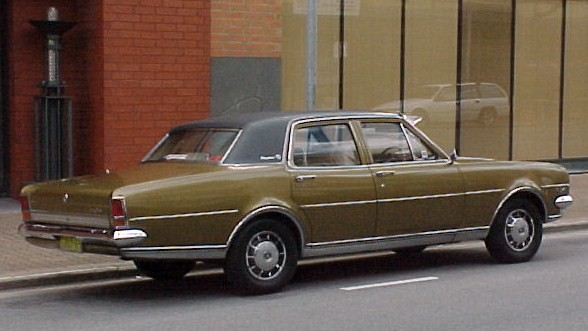
1968–1969 Holden HK Brougham
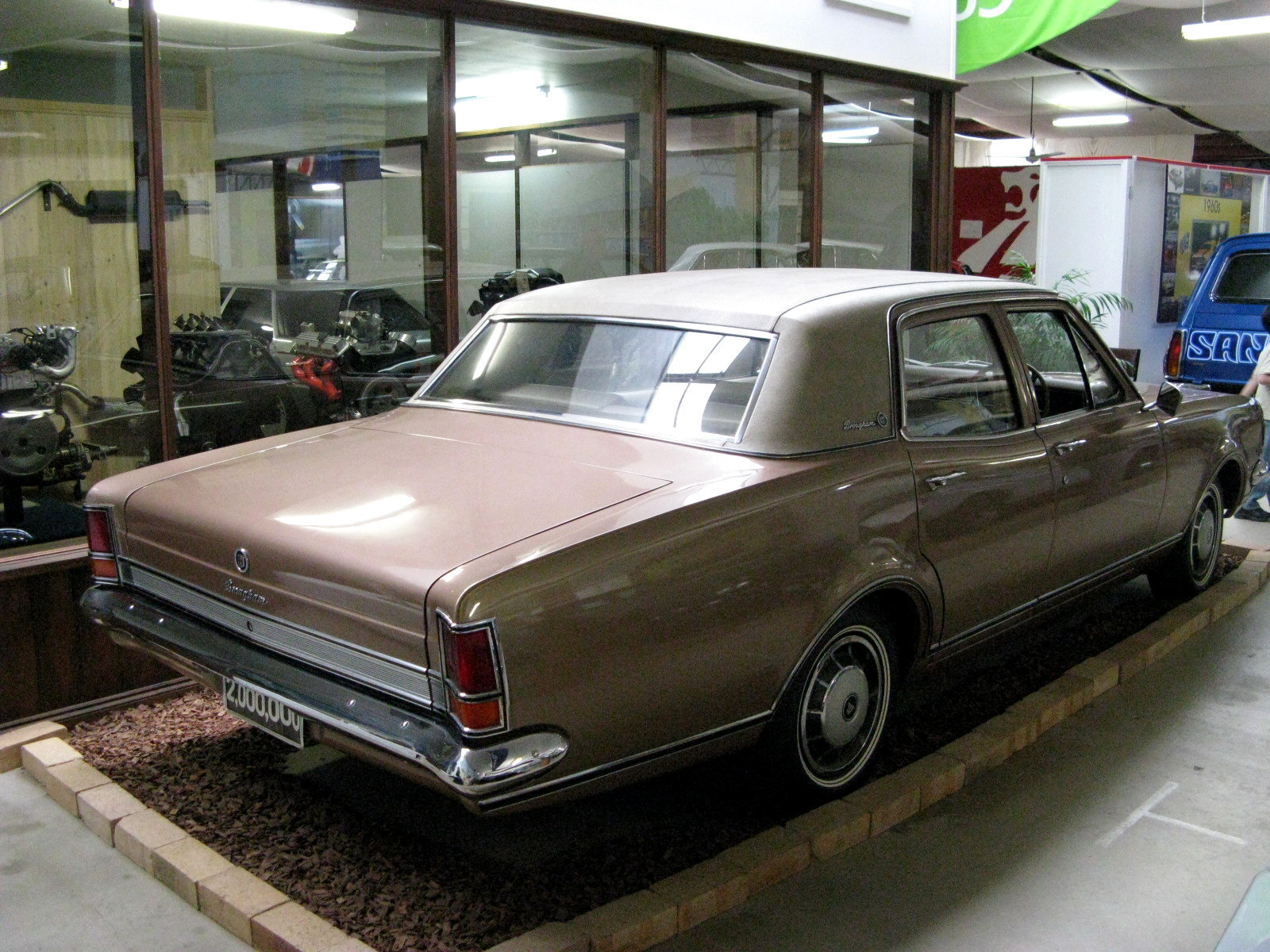
1968–1969 Holden HK Brougham
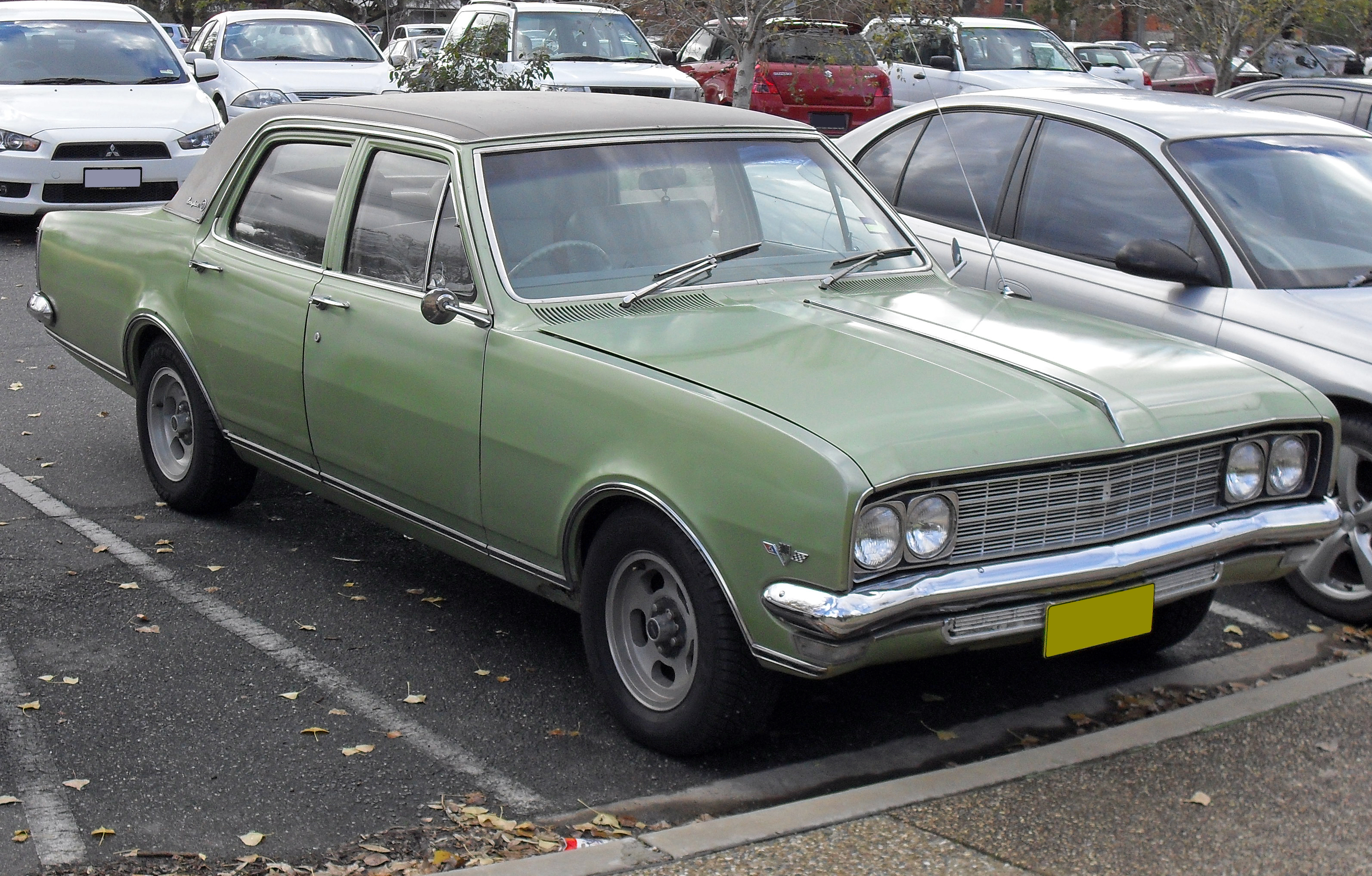
1969-1970 Holden HT Brougham
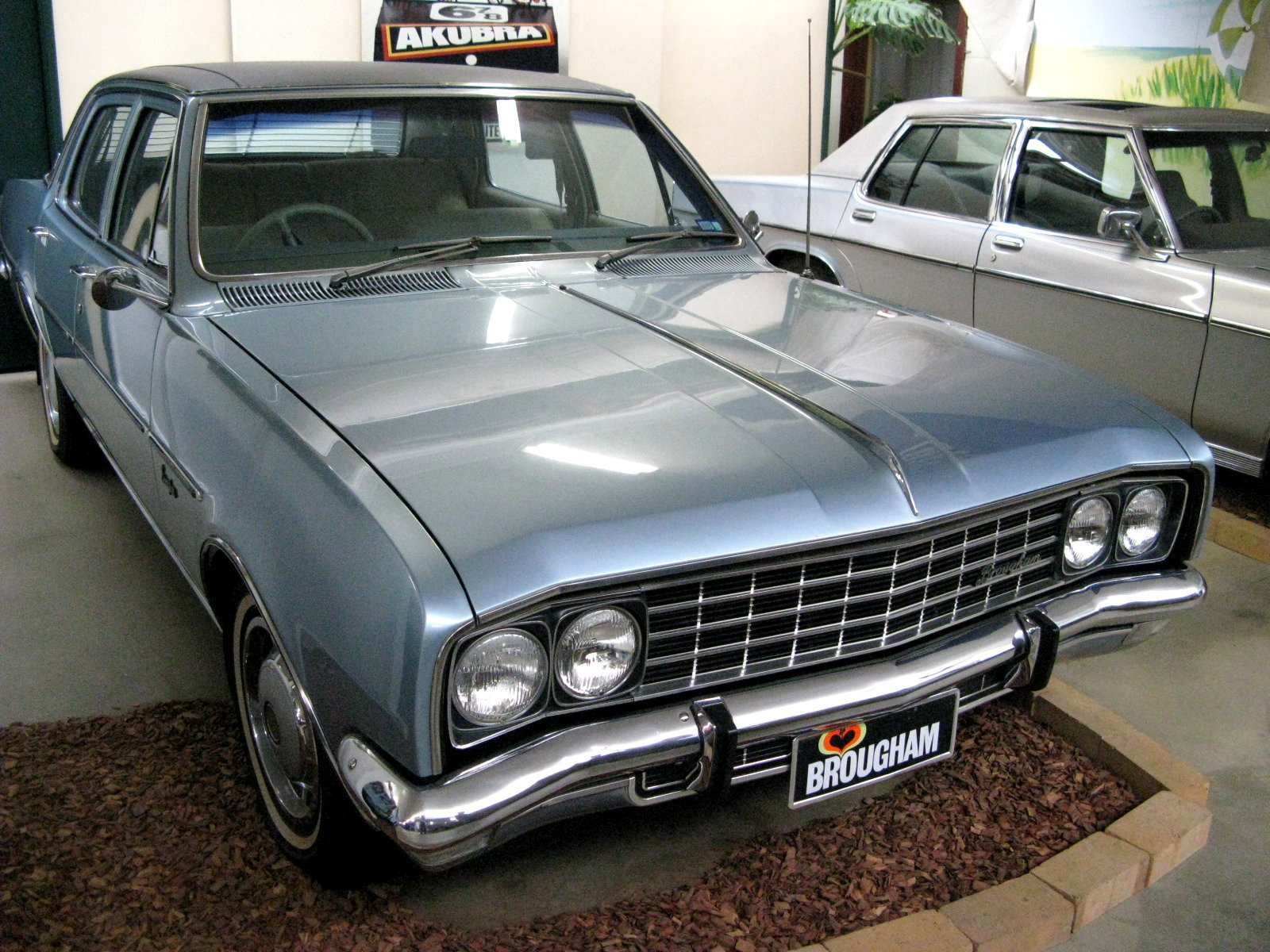
1970-1971 Holden HG Brougham